# Allison 250
El Allison 250, también conocido como Rolls-Royce M250, es una familia de motores aeronáuticos turboeje para su uso en helicópteros, diseñado por el constructor aeronáutico estadounidense  Allison Engine Company . Las versiones más recientes se construyen bajo la marca Rolls-Royce plc, tras la adquisición de Allison en el año 1995.

## Aplicaciones
- Agusta A109A
- Bell 206B/L/LT
- Bell 407
- Bell 230
- Bell 430
- Bell OH-58 Kiowa
- Bell YOH-4
- Boeing AH-6
- Britten-Norman BN-2T Turbine Islander
- Cicaré CH-14
- Enstrom 480
- Eurocopter AS355F
- Extra EA-500
- Fairchild Hiller FH-1100
- GAF Nomad
- Hughes OH-6 Cayuse
- MBB Bo 105
- MD Helicopters MD 500
- MD Helicopters MD 600
- MD Helicopters MH-6 Little Bird
- MTT Turbine Superbike
- Northrop Grumman MQ-8 Fire Scout
- Partenavia AP.68TP
- PZL Kania
- Schweizer 330/330SP
- Schweizer S-333
- Sikorsky S-76